# BMW-Werke

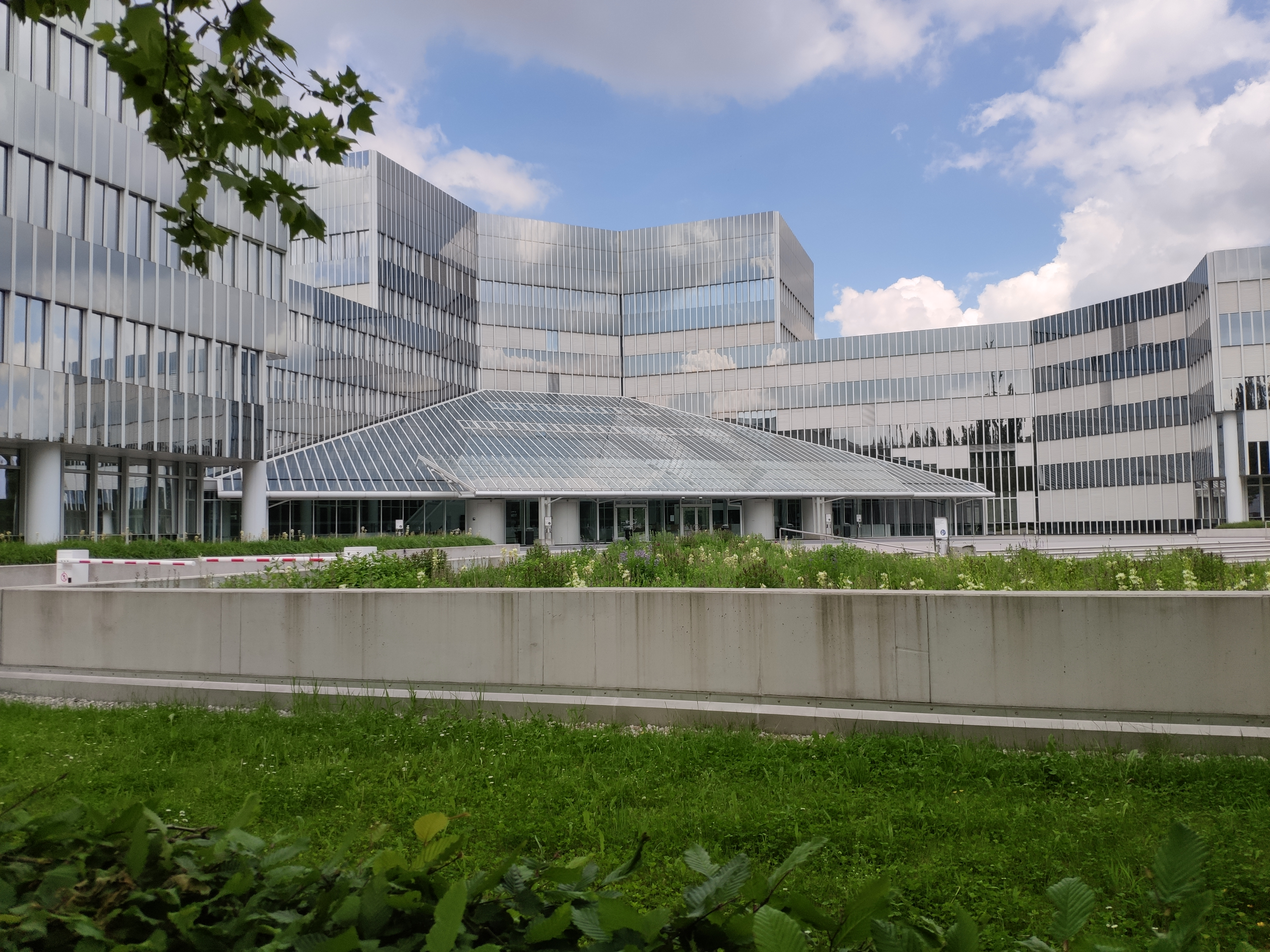
BMW FIZ

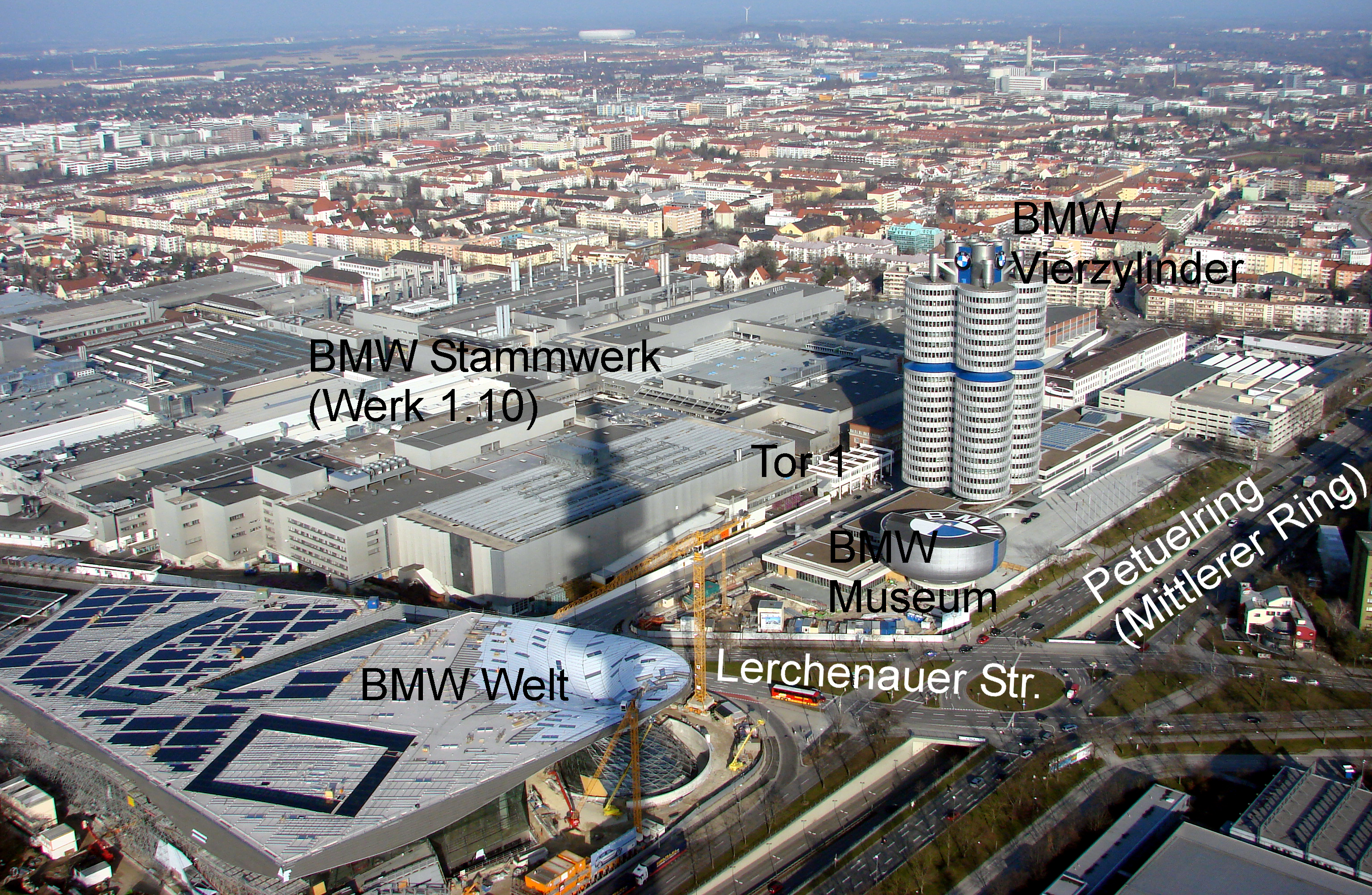
BMW Stammwerk

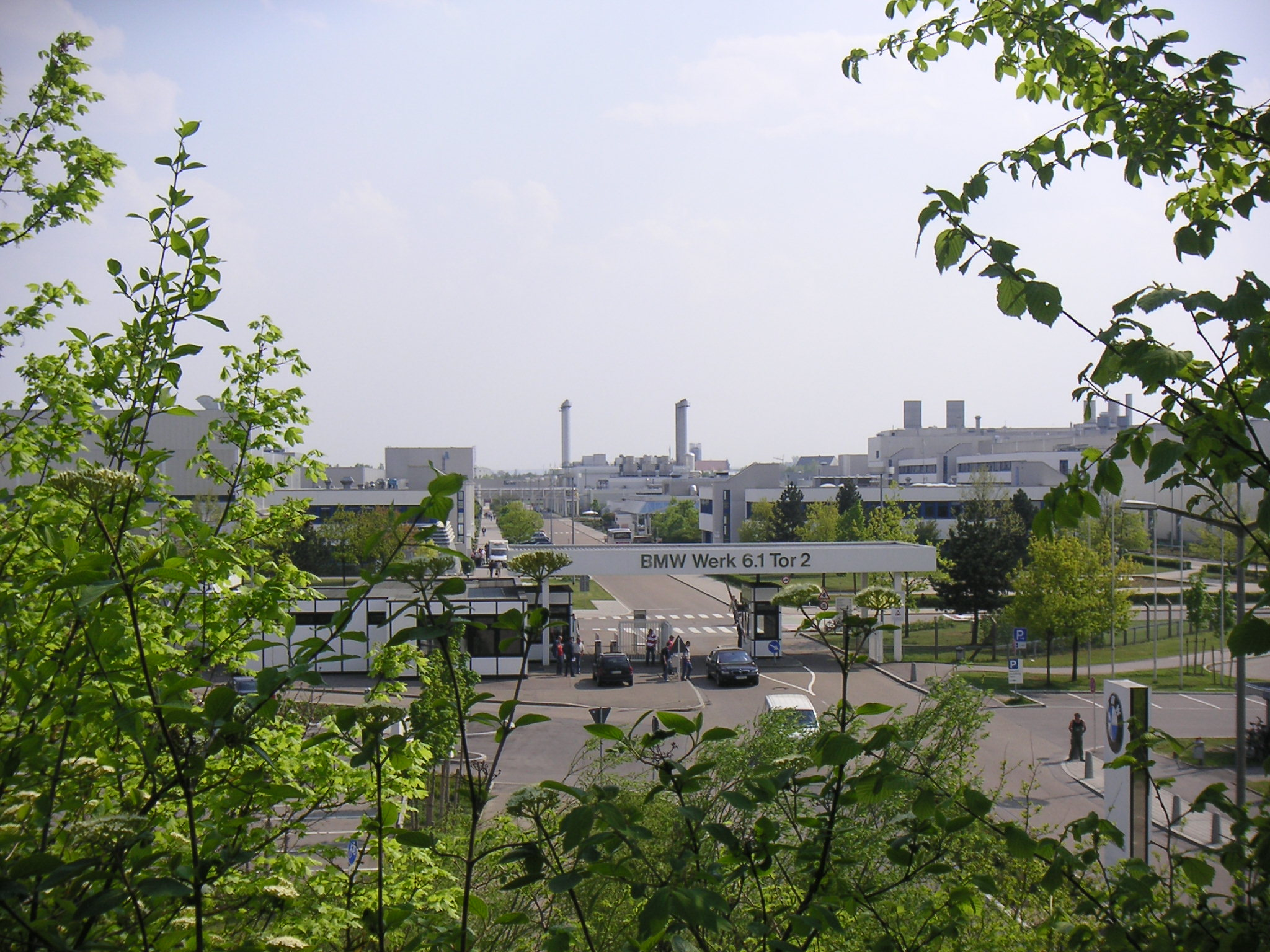
BMW Werk Regensburg

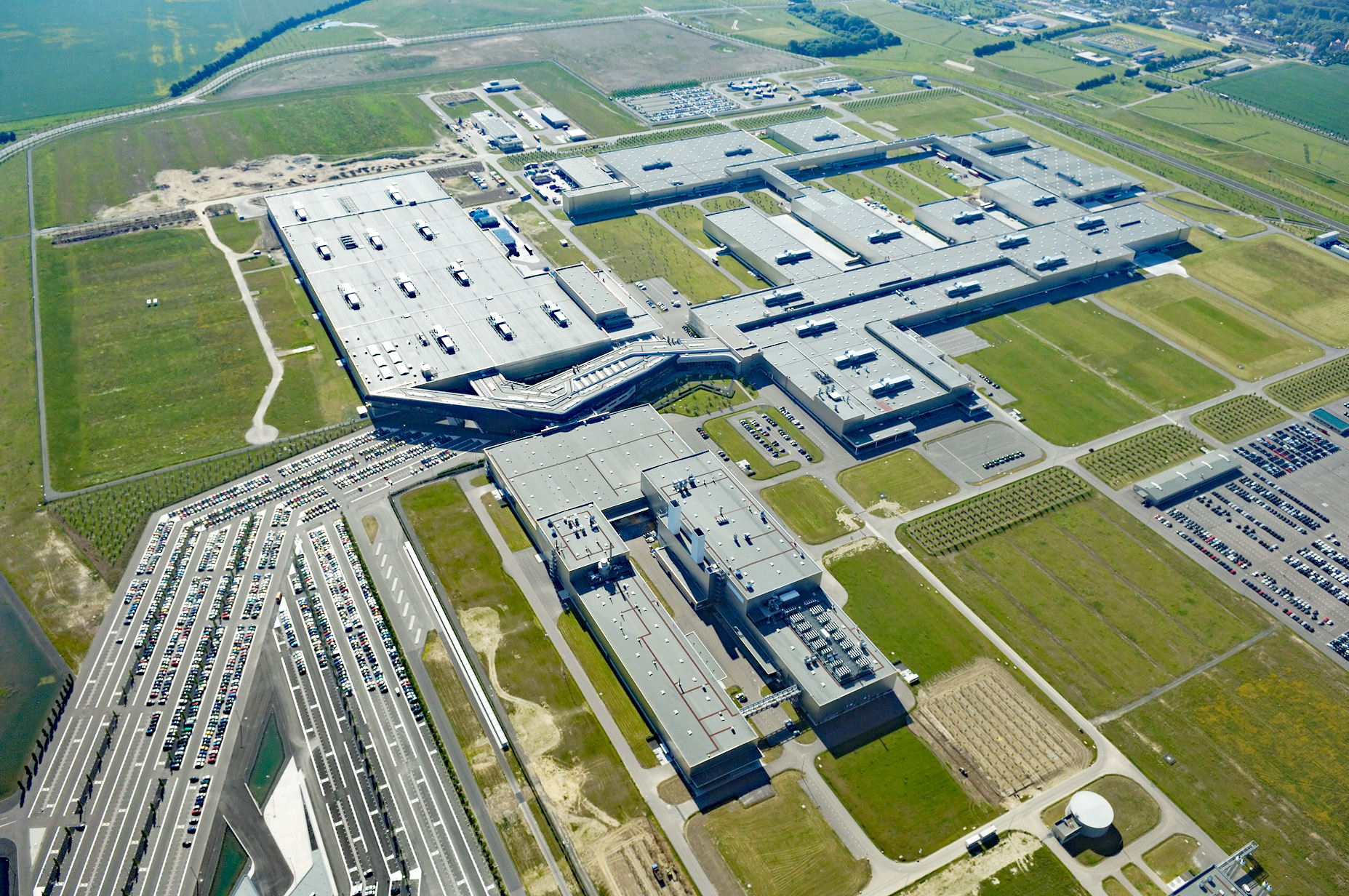
BMW Werk Leipzig

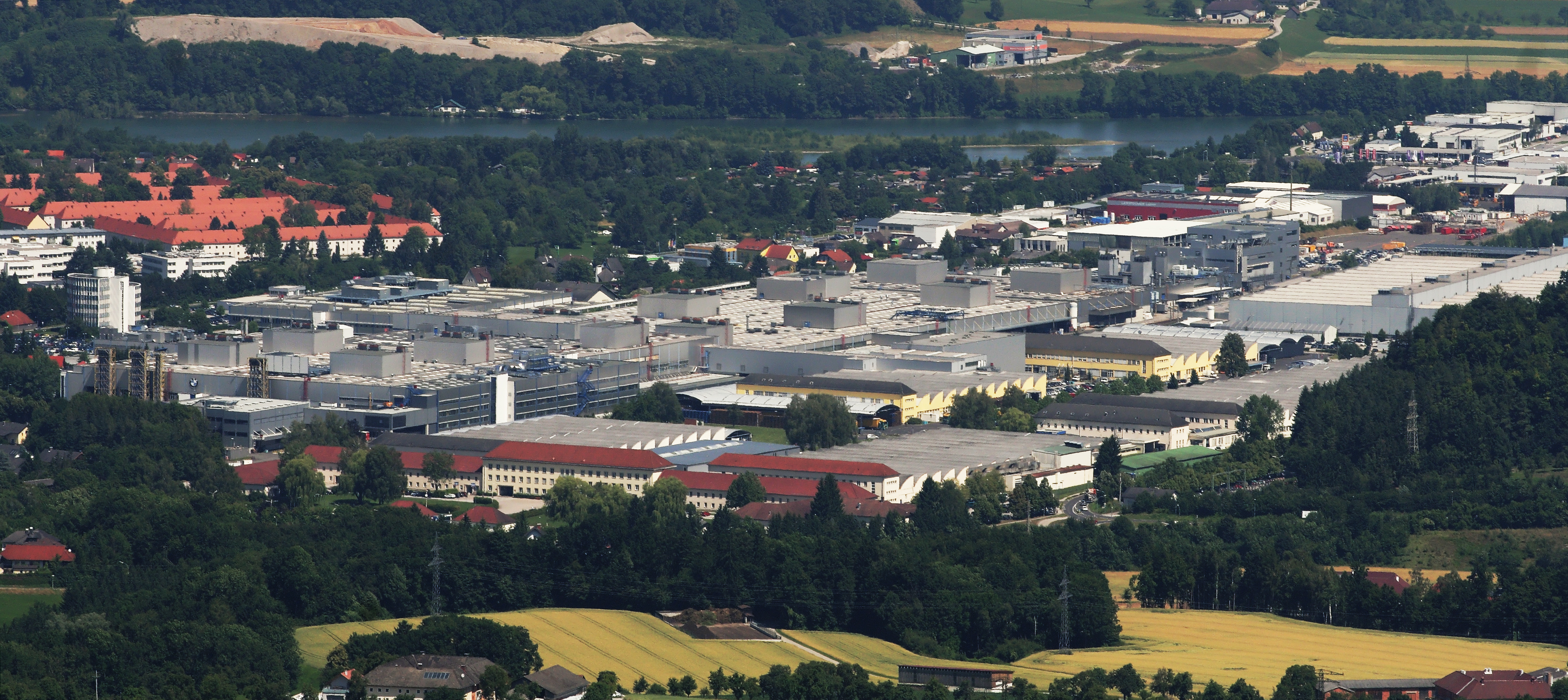
BMW Werk Steyr

Die BMW Group betreibt weltweit Standorte (BMW-Werke) oder lässt diese von Dritten betreiben.

## Produktions- und Forschungsstandorte
- BMW Group Forschungs- und Innovationszentrum in München
- BMW Technologie Office in Palo Alto, Kalifornien, USA[1]
- BMW München Werk 1.x (das Stammwerk in München)
- BMW Dingolfing Werk 2.x (ehemals Glas)[2]
- BMW Logistikzentrum Wallersdorf (Verteilzentrum und Ersatzteillager)[3]
- BMW Batteriemontagewerk Straßkirchen[4]
- BMW Berlin Werk 3.x (Motorräder, Bremsscheiben)
- BMW Landshut Werk 4.x (Landshut, Gießerei und Komponentenfertigung auch aus Carbon[5])
- BMW Regensburg Werk 6.x (Regensburg)
- BMW Wackersdorf Werk 6.2 (Wackersdorf, CKD-Versand)
- BMW Leipzig Werk 7.1 (seit 2005)
- Eisenach (Werkzeugbau) Werk 8.1
- BMW US Manufacturing Company in Greer in Spartanburg County Werk 10 (USA; X-Serien außer X1 & X2)
- BMW South Africa in Rosslyn (Südafrika)
- BMW-Werk Oxford (Mini) (Großbritannien, Mini)
- BMW-Werk Hams Hall (Großbritannien, Motoren)
- San Luis Potosí (Mexiko, Produktion 3er seit 2019, 2er Coupé seit September 2021[6])[7]
- BMW-Werk Steyr (Österreich, Motoren)
- Swindon (UK, Pressteile und Komponenten)
- Goodwood (Bezirk Chichester), Großbritannien (Rolls-Royce)
- Shenyang, China (BMW Brilliance Automotive, Joint Venture)
  - Shenyang – Tiexi
  - Shenyang – Dadong
  - Shenyang – Motorenwerk (NEP – „New Engine Plant“)
- Debrecen, Ungarn (Eröffnung 2025)[8][9]

### PKW Auftragsfertigung
- Magna, Graz, Österreich (Mini Countryman, 5er G30, Z4 G29)

- VDL NedCar, Born, Niederlande (Mini[10], X1 F48)

Diese Kooperation wurde 2024 beendet.

### Motorrad Auftragsfertigung
- Loncin, Chongqing, China (C 400 X, C 400 GT, Motoren für F900 Motorrad)[12]

- TVS Motor, Hosur, Indien (G 310 R, G 310 GS, G 310 RR, CE 02)[13]

## CKD-Montagewerke
Außerdem existieren Montagewerke zum Zusammenbau so genannter Completely-Knocked-Down (CKD)-Sätze in
- Kaliningrad (Russland, Vorübergehende Einstellung des Betriebes auf Grund des Russischen Überfalls auf die Ukraine[14])
- Kairo (Ägypten): Modern Motors (1997 bis 1999)
- Stadt des 6. Oktober (Ägypten): ACVA (2000 bis 2003); Bavarian Auto Manufacturing Company (seit 2003)
- Chennai (Indien, seit 2007)[15][16]
- Rayong (Thailand) PKW & Motorrad
- Manaus (Brasilien) Motorrad
- Araquari (Brasilien)

sowie in Indonesien und in Malaysia.

## Produkt-Matrix
|                            | 1er       | 2er                      | 3er                              | 4er        | 5er                              | 6er          | 7er                      | 8er                     | X1          | X2       | X3     | X4 | X5 | X6 | X7 | M                                            | Z4 | iX | i3 | i4 | i5 | i7 | Motorrad | Motoren | Mini                      | Rolls-Royce |
| -------------------------- | --------- | ------------------------ | -------------------------------- | ---------- | -------------------------------- | ------------ | ------------------------ | ----------------------- | ----------- | -------- | ------ | -- | -- | -- | -- | -------------------------------------------- | -- | -- | -- | -- | -- | -- | -------- | ------- | ------------------------- | ----------- |
| München                    |           |                          | Limousine Touring Plug-in Hybrid | Gran Coupé |                                  |              |                          |                         |             |          |        |    |    |    |    | M3 Limousine M3 Touring                      |    |    |    | X  |    |    |          |         |                           |             |
| Dingolfing                 |           |                          |                                  | Coupé      | Limousine Plug-in-Hybrid Touring | Gran Turismo | Limousine Plug-in-Hybrid | Coupé Cabrio Gran Coupé |             |          |        |    |    |    |    | M4 Coupé M5 M8 Coupé M8 Cabrio M8 Gran Coupé |    | X  |    |    | X  | X  |          | Elektro |                           | X           |
| Berlin                     |           |                          |                                  |            |                                  |              |                          |                         |             |          |        |    |    |    |    |                                              |    |    |    |    |    |    | X        |         |                           |             |
| Regensburg                 | 5-Türer   | Active Tourer            |                                  |            |                                  |              |                          |                         | X + PHEV    | X + PHEV |        |    |    |    |    |                                              |    |    |    |    |    |    |          |         |                           |             |
| Leipzig                    | 5-Türer   | Active Tourer Gran Coupé |                                  |            |                                  |              |                          |                         |             |          |        |    |    |    |    |                                              |    |    | X  |    |    |    |          |         |                           |             |
| Landshut                   |           |                          |                                  |            |                                  |              |                          |                         |             |          |        |    |    |    |    |                                              |    |    |    |    |    |    |          | Elektro |                           |             |
| Niederlande                |           |                          |                                  |            |                                  |              |                          |                         | X           |          |        |    |    |    |    |                                              |    |    |    |    |    |    |          |         | Countryman, Cabrio        |             |
| USA                        |           |                          |                                  |            |                                  |              |                          |                         |             |          | X      | X  | X  | X  | X  |                                              |    |    |    |    |    |    |          |         |                           |             |
| Südafrika                  |           |                          |                                  |            |                                  |              |                          |                         |             |          | X      |    |    |    |    |                                              |    |    |    |    |    |    |          |         |                           |             |
| Oxford (Großbritannien)    |           |                          |                                  |            |                                  |              |                          |                         |             |          |        |    |    |    |    |                                              |    |    |    |    |    |    |          |         | X                         |             |
| Hams Hall (Großbritannien) |           |                          |                                  |            |                                  |              |                          |                         |             |          |        |    |    |    |    |                                              |    |    |    |    |    |    |          | X       |                           |             |
| Österreich                 |           |                          |                                  |            |                                  |              |                          |                         |             |          |        |    |    |    |    |                                              | X  |    |    |    |    |    |          | X       |                           |             |
| Goodwood (Großbritannien)  |           |                          |                                  |            |                                  |              |                          |                         |             |          |        |    |    |    |    |                                              |    |    |    |    |    |    |          |         |                           | X           |
| Mexiko                     |           | Coupé                    | Limousine                        |            |                                  |              |                          |                         |             |          |        |    |    |    |    |                                              |    |    |    |    |    |    |          |         |                           |             |
| China                      | Limousine |                          | Limousine Langversion            |            | Langversion                      |              |                          |                         | Langversion | X        | X +BEV |    |    |    |    |                                              |    |    |    |    |    |    | X        | X       |                           |             |
| Russland                   |           |                          | Limousine                        |            | Limousine                        |              |                          |                         |             |          | X      | X  | X  | X  |    |                                              |    |    |    |    |    |    |          |         |                           |             |
| Ägypten                    |           |                          | Limousine                        |            | Limousine                        |              |                          |                         | X           |          | X      | X  | X  |    |    |                                              |    |    |    |    |    |    |          |         |                           |             |
| Indien                     | 5-Türer   |                          | Limousine                        |            | Limousine                        |              | Limousine                |                         | X           |          | X      |    | X  |    |    |                                              |    |    |    |    |    |    | X        |         | Hatch, Cabrio, Countryman |             |
| Thailand                   | 5-Türer   |                          | Limousine                        |            | Limousine                        |              | Limousine                |                         | X           |          | X      | X  | X  |    |    |                                              |    |    |    |    |    |    | X        |         | Countryman                |             |
| Brasilien                  | 5-Türer   |                          | Limousine                        |            |                                  |              |                          |                         | X           |          | X      |    |    |    |    |                                              |    |    |    |    |    |    | X        |         | Countryman                |             |
| Indonesien                 |           |                          | Limousine                        |            | Limousine                        |              |                          |                         | X           |          | X      | X  | X  |    |    |                                              |    |    |    |    |    |    |          |         |                           |             |
| Malaysia                   |           |                          | Limousine                        |            | Limousine                        |              | Limousine                |                         | X           |          | X      | X  | X  | X  |    |                                              |    |    |    |    |    |    |          |         | Countryman                |             |